# هست
هست هي قرية في مقاطعة سميرم، إيران. يقدر عدد سكانها بـ 210 نسمة بحسب إحصاء 2016.